# Zilverchloraat
Zilverchloraat (AgClO3) vormt witte, tetragonale kristallen. Net als bijna alle chloraten is het een goed in water oplosbaar zout. Als eenvoudig metaalzout wordt zilverchloraat regelmatig in anorganische introductiepractica gebruikt. De stof is lichtgevoelig en moet dus in goed gesloten, donker gekleurde potten bewaard worden.
De stof vertoont brisante eigenschappen, het wordt daarom weleens gebruikt als primair explosief.